# Michael Lewis
Michael Monroe Lewis (Nova Orleans, 15 de outubro de 1960) é um jornalista e escritor de vários livros de não ficção. É redator da revista Vanity Fair e escreve artigos para o The New York Times. Seus livros incluem The New New Thing: A Silicon Valley Story (br: A Nova Novidade), Liar's Poker: Rising Through the Wreckage on Wall Street (br: O Jogo da Mentira), The Blind Side: Evolution of a Game (adaptado para o cinema com o título Um Sonho Possível), Boomerang: Travels in the New Third World (br: Bumerangue, Coach: Lessons on the Game of Life (br: Treinador e Moneyball: The Art of Winning an Unfair Game (adaptado para o cinema com o título O Homem que Mudou o Jogo). Atualmente mora em Berkeley, na Califórnia, com a esposa Tabitha Soren e seus três filhos.

## Primeiros anos
Lewis nasceu em Nova Orleans, filho do advogado J. Thomas Lewis e da ativista Diana Monroe Lewis. Frequentou o colégio preparatório Isidore Newman School, em Nova Orleans. Ele freqüentou a Universidade de Princeton, onde recebeu um diploma BA (cum laude) em História da Arte, em 1982, e foi membro do Clube do Ivy.
Ele passou a trabalhar com o marchand Daniel Wildenstein de Nova Iorque. Ele se matriculou na London School of Economics, e recebeu seu diploma de mestrado em Economia, em 1985. Lewis foi contratado pela Salomon Brothers e se mudou para Nova Iorque para seu programa de treinamento. Ele trabalhava em seu escritório de Londres como um vendedor de títulos. Demitiu-se para escrever Liar's Poker e se tornar uma jornalista financeiro.

## Escritor
Lewis descreveu suas experiências em Salomon e a evolução do vínculo mortgage-backed em Liar's Poker (1989). Em The New New Thing (1999), onde investigou o Vale do Silício então crescendo e discutindo obsessão com inovação. Quatro anos mais tarde, Lewis escreveu Moneyball, no qual investigou o sucesso de Billy Beane e os Oakland Athletics. Em agosto de 2007, escreveu um artigo sobre obrigações catastróficas, intitulado "In Nature's Casino" que apareceu no The New York Times Magazine.
Lewis trabalhou para o The Spectator, The New York Times Magazine, como colunista da Bloomberg, como editor e correspondente para The New Republic, e professor na Universidade da Califórnia em Berkeley. Ele escreveu a coluna Dad Again para a revista Slate. Lewis trabalhou para o site Portfolio.com, mas em fevereiro de 2009 saiu para se juntar a Vanity Fair, onde se tornou editor contribuinte.
Em uma entrevista em 2010 no National Book Awards, Tom Wolfe elogiou Lewis como um dos dois "escritores mais visionários" (o outro foi Mark Bowden).
Em setembro de 2011, após o lançamento bem sucedido da adaptação para o cinema de seu livro Moneyball, foi relatado que Lewis planejou em assumir "um papel muito mais ativo no que poderia ser o próximo filme baseado em um de seus livros" e iria começar a escrever um roteiro para o cinema de Liar's Poker.

## Reconhecimento
Lewis tem sido aclamado pelos críticos. Em uma análise de Moneyball, Dan Ackman da Forbes declarou que Lewis tinha um talento especial: "Ele pode falar de um assunto já explorado por diversos autores e encontrar preciosidades em toda a narrativa, mas de alguma forma faltou em seus predecessores". O The New York Times declarou que "não se escreve com mais desenvoltura narrativa sobre capital financeiro do que o Sr. Lewis", elogiando sua capacidade de usar as histórias de sua área para mostrar os problemas com os sistemas em geral".

## Vida pessoal
Antes de casar com a ex-repórter da MTV Tabitha Soren em 4 de outubro de 1997, Lewis foi casado com Diane de Cordova Lewis e a ex-correspondente da CNBC Kate Bohner. Ele e Soren tiveram duas filhas e um filho. Atualmente reside em Berkeley, Califórnia.